# Gabriele Reinsch
Gabriele Reinsch (Cottbus, 23 de setembro de 1963) é uma ex-atleta alemã especializada no lançamento de disco. Representando a então Alemanha Oriental, competiu nos anos 1980 em torneios continentais e globais. É a recordista mundial do lançamento de disco, com a marca de 76,80 m conquistada em Neubrandenburg, Alemanha, em julho de 1988, um dos mais antigos recordes femininos do atletismo olímpico.
Campeã europeia júnior em 1981 e medalha de prata na Universíade de 1987, competiu nos Jogos Olímpicos de  Seul 1988 semanas depois de seu recorde mundial – que ultrapassou a marca anterior da tcheca  Zdenka Šilhavá em mais de dois metros – mas ficou apenas em sétimo lugar, com um lançamento de 67,26 m.